# آگوا دولسه، شهرستان نویسس، تگزاس
آگوا دولسه، شهرستان نویسس، تگزاس(به انگلیسی: Agua Dulce, Nueces County, Texas) شهری در شهرستان نویسس ایالت تگزاس از ایالات جنوبی ایالات متحده آمریکا است. در سرشماری سال ۲۰۰۰، جمعیت این شهر ۷۳۷ نفر اعلام شد.